# Dějiny Kapverd

Koloniální znak Kapverd

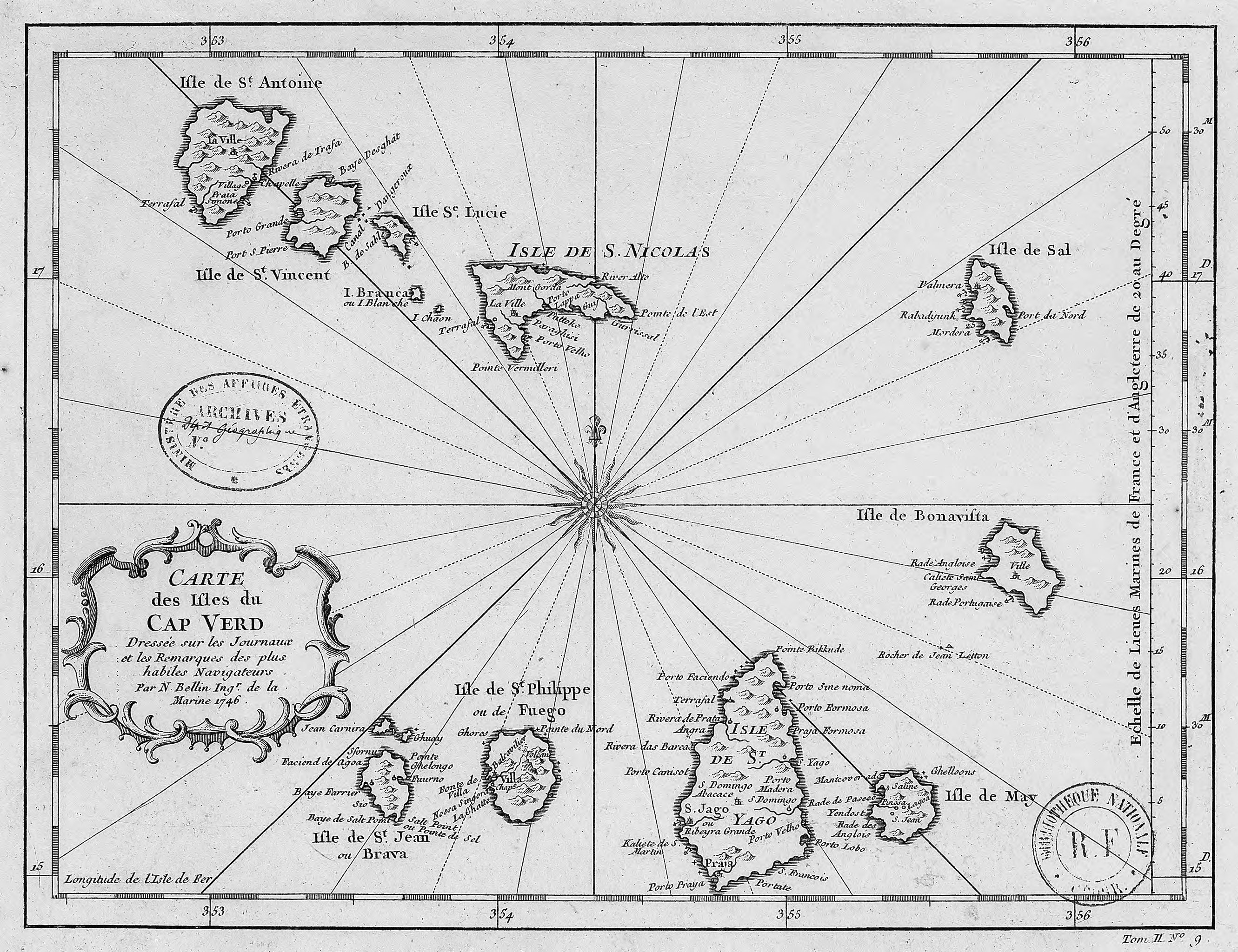
Historická mapa Kapverd

Dějiny Kapverd jsou úzce spjaté s Portugalci, kteří je neobydlené objevili a zároveň kolonizovali.

## Předportugalské objevy
V mapě starověkého římského kartografa Pompeia Mela nakreslené v roce 43 nebo 44 po Kristu jsou v přibližném místě dnešních Kapverdských ostrovů zakreslena souostroví s názvem Šťastné ostrovy a Ostrovy Hesperidek. Zda byly Kapverdské ostrovy starověkým Římanům známy, není ale zdaleka jisté, dost dobře se mohlo jednat o chybu, dohady či fantazii kartografa.
Portugalský historik Jamie Cortesao ve své knize História dos Descobrimento das Ilhas de Cabo verde uvádí, že Arabové někdy ve 12. století připluli k ostrovu Auli nebo Ulil, aby zde nabrali sůl z přírodního ložiska. Mohl by to být ostrov Maio nebo Sal. Je také možné, že mořské bouře někdy ve 13. století na ostrovy zahnaly námořníky z říše Mali.
Jakkoliv primát objevu Kapverdských ostrovů nemusí patřit Portugalcům, ani jeden z objevitelských národů se nepokusil, alespoň podle současných archeologických poznatků, ostrovy kolonizovat.

## Raná kolonizace
V roce 1445 portugalského kapitána Vincenta Diase zahnal silný vítr ze zamýšlené trasy k nově založené faktorii Arguima v dnešní západní Mauretánii hlouběji do Atlantiku. Přitom narazil na ostrov, který italský kartograf Andrea di Bianco ve své mapě z roku 1448 nazval Ixola Otinticha („Skutečný ostrov“). Je možné, že se jednalo o jeden z východních Kapverdských ostrovů.
Z příkazu Jindřicha Mořeplavce vyplul na expedici k západní Africe Benátčan Alvise Cá da Mosto (v Portugalsku znám pod jménem Luís de Cadamosto). Koncem dubna 1456 se vydal od Bílého mysu k jihu. Aby se vyhnul silnému větru u pobřeží, odbočil k západu. Po třech dnech bloudění uviděl ostrov, který pojmenoval Bona Vista (pěkný pohled či krásná vyhlídka) a na jihu další dva neznámé ostrovy – Maio a Santiago. Zprávu o svém objevu napsal až v roce 1507, kdy byly už ostrovy všeobecně známy. Také faktické údaje v jeho spisu se rozchází s realitou – píše v něm o obřích želvách a velké řece, přičemž ani jedno se na Kapverdských ostrovech nevyskytuje.
Prvními nespornými objeviteli jsou kapitáni Portugalec Diogo Gomes a Janovan Antonio Da Noli. Koncem dubna 1460 odrazili od pevniny a po dvou dnech plavby narazili na první ostrov. Objevené ostrovy pojmenovávali buď jmény měsíců (Maio, „Květen“) nebo jmény květnových světců (Santiago, Sao Filipe). Poslední ostrov objevili 25. května v den svatého Kryštofa. Diego Gomes zakotvil u Santiaga a jeho muži zahlédli podivné ptáky, kteří se nebáli lidí a dali se zabíjet klacky, říčku a fíkové háje. Na následné cestě do Lisabonu se do Portugalska jako první dostal Antonio Da Noli, Diega Gomese zahnaly nepříznivé větry k Azorským ostrovům. Proto Antonio Da Noli získal všechnu objevitelskou slávu společně s titulem „kapitána“. Největší ostrov Santiago byl rozdělen na dva kapitanáty a jeden z nich dostal do správy právě Antonio Da Noli.
Ten se v roce 1462 se svou rodinou a pár dalšími portugalskými osadníky na ostrov Santiago vydal a v údolí zvaném Ribiera Grande založil stejnojmennou první osadu. Kolonie se uchytila a stala se významným přístavem pro lodi směřující na pobřeží západní Afriky mezi dnešním Senegalem a Sierra Leone. Král také ostrovanům dovolil obchodovat s domorodými Afričany, dodávat a získávat od nich jakékoliv zboží kromě zbraní, nářadí a lodí. Obchod s kontinentální Afrikou, „Guineou“, se stal pro Kapverďany pro další staletí důležitým zdrojem příjmu. Mnoho z těchto obchodů v průběhu dějin probíhalo ilegálně, neboť na některé suroviny (vosk, slonovina, otroci) měly portugalskou korunou vyhrazený monopol jiné společnosti či kolonie, některé věci bylo zakázáno domorodcům dodávat (železné výrobky, zbraně) a s některými věcmi bylo zakázáno obchodovat kvůli jejich „barbarskému charakteru“, jako byly mušle, které černošské národy používaly namísto platidla. Vzdálenost Kapverd činila dohled portugalských úředníků obtížný, proto se tomuto ilegálnímu obchodu věnovala široká vrstva Kapverďanů, která byla nazývána lancados nebo tangomaos.
Během války o kastilské dědictví v letech 1475–1479 byly Kapverdy okupovány Kastilci, kteří se po Mírové dohodě z Alcácovas zase stáhli.
Během konce 15. století se na ostrově rozvinula výroba mýdla z oleje keře purgueira (česky dávivec černý, Jatropha curcas), tento olej se dal užívat i na svícení. Dále se pěstoval bavlník a lišejník barvířský, ze kterého se získávalo červené barvivo.
Ostrovy byly využívány jako zastávka na nabrání zásob pro velké zámořské expedice, jako byla ta Vasco de Gamy k Indii (1497), Kolumbova třetí cesta k Americe (1498), výprava Pedro Alvárese Cabrala k Indii (1500), expedice Joãa Nova do Indického oceánu (1501) a výprava, ježí členem byl Amerigo Vespucci (1501).

## 16. až 18. století
V roce 1513 v Ribeira Grande na Santiagu, jedné ze dvou existujících osad (druhá, živořící, se nacházela na ostrově Fogo) žilo 58 bělochů, 16 svobodných černochů, 12 duchovních a přes 13 000 otroků. Na Santiagu se dobře uchytila kokosová palma a z Ameriky dovezená kukuřice. V roce 1530 byla na jihu Santiaga založena osada třetí, Praia de Santa Maria.
Během 16. století ostrovy trpěly pod nájezdy pirátů, 16. listopadu 1585 Ribeiro Grande vyraboval Francis Drake. Dalšími problémy byla častá sucha, která pokud nepřijelo dost obchodních lodí se zásobami, přerůstala v hladomor.
Vrchní seržant Franciso de Andrade v roce 1582 spočítal, že na ostrovech Santiago a Fogo žije 13 408 osob, z toho 508 starousedlíků, 11 000 otroků, 600 osadníků, vesměs mulatů žijících ve vnitrozemí a 400 svobodných černochů.
Na začátku 17. století plynulo 72 % z příjmů na Kapverdách z obchodu s otroky. Než byli prodáni dále do Karibiku nebo Brazílie, na Kapverdách se měli naučit svým povinnostem. Procesu se říkalo ladinizãcao. Divocí černoši odvlečení z kontinentu se nazývali bocais, neuměli jazyk a neměli potřebné pracovní návyky. Ladinos už mluvili kreolštinou a dokázali dle příkazů pracovat. Naturais byli na ostrovech narození otroci, kteří byli s daným prostředím plně sžití.
V roce 1608 bylo mulatům povoleno zastávat úřednické posty.
Sucha, hladomory, piráti a nedostatek legálních pracovních příležitostí učinily na začátku 18. století z Kapverd nepopulární místo. Počet bílých obyvatel i mulatů stagnoval, až upadal. Legislativní podmínky obchodu s otroky se často měnily, což způsobovalo Kapverdám ekonomické těžkosti. Rozvoj koloniálních základen v kontinentální Africe také znamenal odliv obchodních lodí, které by si na ostrovech doplňovaly zásoby nebo měnily zboží. Ostrované si našli nový zdroj příjmu – velrybářství a získávání soli. Kapverdy se staly oblíbenou zastávkou amerických velrybářů, ostrované se nechali najímat na jejich lodě. Mnoho z nich se už na Kapverdy nevrátilo a zůstalo v USA.
Čtvrtého května 1712 zakotvil u Santiaga svých 12 lodí francouzský korzár Jacques Cassard. Při rabovaní Ribeira Grande narazil na odpor obyvatel, což jeho piráty rozlítilo a ti Ribeiru Grande vypálili do základů. Celý jih Santiaga se proměnil v pustinu. Cassard si odnesl kořist v odhadované hodnotě 3 milionů britských liber. Následoval exodus obyvatelstva, otroci utekli do vnitrozemí. Následné sucho v letech 1719–1721 donutilo odejít další obyvatele. Některé ostrovy se staly zcela liduprázdné, na ostrově Maio v roce 1718 živořilo 60 lidí. Zpráva do Lisabonu psaná v roce 1724 mluví o tom, že na Santiagu je 30 zbídačených bělochů, několik desítek mulatů a zdivočelí černoši. Vzhledem k tomu, že Ribeira Grande byla zcela zničena, Praia de Maria se stala největší a nejvýznamnější osadou, do které byly přestěhovány všechny úřady, včetně kanceláře guvernéra. Za hlavní město byla paradoxně uznána až v roce 1858, do té doby bylo oficiálně hlavou souostroví Ribeira Grande, na kterém zůstaly jen ruiny katedrály.

## 19. století
Devatenácté století bylo dalším stoletím úpadku. V roce 1823 vypukl znovu hladomor. Tři sta nespokojených obyvatel se pokusilo o povstání; ještě v průběhu příprav byli prozrazeni a většina z nich unikla trestu útěkem do jiných zemí, převážně za pomocí obchodních lodí kotvících v přístavech. V roce 1836 na lodi Beagle navštívil Kapverdy Charles Darwin.
Devatenácté století přineslo nové obchodní příležitosti, když byla v roce 1838 zřízena na ostrově São Vincente uhelná stanice pro parníky. Následovalo otevření dalších uhelných stanic, které daly kapverdské ekonomice, do té doby závislé na vývozu kůží, lišejníku barvířského a ilegálním obchodu, významný impuls.
Anglo-portugalská smlouva ze 3. července 1842 zakazovala obchod s otroky. Smlouva byla vymáhána hlídkami anglických lodí a přítomností pozorovatelů na ostrově Boa Vista a kontinentální Sierra Leone, což transport otroků po ose Africký kontinent – Kapverdy – Ameriky značně omezilo, dá se říci, že rozvrátilo. Obchod s otroky i nadále ilegálně pokračoval, jen v menším měřítku, a překladiště se přemístilo na méně exponovanou kolonii Svatý Tomáš a Princův ostrov v Guinejském zálivu. Samo otroctví bylo na Kapverdách zrušeno v roce 1878.
Jeden z největších hladomorů vypukl v roce 1850 a byl zesílen epidemií cholery. Zemřela zhruba čtvrtina veškerého obyvatelstva. Po dalším suchu a hladomoru v roce 1863 byl zaveden program přesidlování Kapverďanů na úrodnější Svatý Tomáš a Princův ostrov. Mnoho obyvatel odešlo do USA nebo do Angoly. Z 97 009 lidí v roce 1863 jich na ostrovech v roce 1867 zůstalo 67 517.
Rozvoj moderních parníků, které potřebovaly méně uhlí a otevření Suezského průplavu, který znamenal nižší využívání lodních tras kolem Afriky, těžce ostrovní ekonomiku zasáhl. Přes 2000 nezaměstnaných lidí se 20. dubna 1891 srotilo před radnicí, do které následně vnikli. Vůdce povstalců, truhlář António Nobro Leite, žádal o okamžitá opatření, která zabrání hladu. Zbytek dne se nesl ve znamení drobnějších výtržností demonstrantů. Portugalské úřady se obávaly, že ostrovy pod záminkou uklidnění situace anektují Britové, proto ihned guvernér povstalcům vyšel vstříc, vypsal volby do koloniální rady (a poté, co povstalci byli nespokojeni s jejich průběhem, je anuloval a vypsal nové). Noví opoziční radní do kapverdské politiky zavedli socialistickou rétoriku. Zásahem ústřední portugalské vlády Kapverdy ztratily nevýhodný koloniální status (1892) a staly se zámořskou provincií Portugalska. Správní reforma také překreslila volební obvody, což v rušeném obvodu Paúlu přineslo neklid trvající dva roky, který vyústil ve vypálení radnice v roce 1894.
Ani správní reforma nedokázala zabránit hladomorům, jeden z větších vypukl mezi léty 1899–1900 a byl zhoršen epidemií neštovic. Zemřelo přes 10 000 lidí, což bylo 17 % celkové populace.
Vláda na to zareagovala výnosem z roku 1899, že kdo nebude mít stále zaměstnání, bude k práci donucován, v praxi se jednalo o přesídlení na Svatý Tomáš a Princův ostrov. Nedostatek pracovních příležitostí udělal z Kapverďanů loutky v rukou úřadů. Situace se zhoršila, když agendu přesidlování v roce 1903 získaly soukromé firmy, které byly mnohem efektivnější než státní úřady. Emigrace a přesidlování práceschopných způsobila ekonomický úpadek. Zatímco v letech 1871–1872 Kapverdy vyvezly 383 tun cukru, v roce 1903 ho musely 525 tun dovézt.
Katastrofální situace na Kapverdských ostrovech byla intenzivně reflektována kapverdskou emigrací v USA, která ze špatných životních podmínek vinila portugalskou nadvládu. V tiskovinách vydávaných emigranty se ozývaly výzvy na získání nezávislosti a zavedení demokratických principů dle vzoru Spojených států.

## 20. století
Pád portugalské monarchie a vznik První portugalské republiky přinesla na Kapverdy svobodu shromažďování a projevu. V uhelných skladech a na plantážích se začalo stávkovat za lepší podmínky práce. S podporou emigrantů začaly vycházet listy, které se snažily o jakési intelektuální obrození. Zbídačelé obyvatelstvo ale nemělo o politiku a potažmo vlastní emancipaci příliš zájem (jak podotkl Eugénio Tavares: „Kapverdský lid projevuje absolutní nezájem o svou politickou existenci“) a nabytou svobodu využívali spíše k emigraci. V roce 1913 z Kapverdy odešlo do USA 1691 Kapverďanů, roku 1916 emigrovalo 1826 lidí. Program nezávislosti či autonomie byl proto kapverdskými intelektuály odložen na neurčito. Eugénio Tavares napsal: „Pro tyto chudé a opuštěné skály nezávislost? Jaký by to mělo smysl? Nechť se bůh slituje nad nemyslícími!“.
Politicky angažovaní lidé se tak zaměřili na praktičtější témata, jako bylo vymýcení negramotnosti, která dosahovala 88 %, a v socialistickém duchu proti vykořisťování lidí místně působícími soukromými společnostmi.

## Světové války, meziválečné období
V roce 1916 Portugalsko vstoupilo do 1. světové války na straně Dohody. Na Kapverdy byla preventivně dislokována policejní jednotka, později posílená vojáky. Kapverďané, ačkoliv tyto ozbrojené síly nebyly namířeny proti nim, k nim zaujali nepřátelský postoj, který 16. září 1918 vyvrcholil šarvátkou, při níž bylo spontánní srocení Kapverďanů rozehnáno. Kapverdské „obrozenecké“ listy byly následně silně cenzurovány.
V letech 1921–1923 postihlo Kapverdy znovu sucho, které si vyžádalo 17 000 obětí. Následné emigrantská vlna směřující na Svatý Tomáš a Princův ostrov, do USA a Brazílie čítala 24 000 lidí. Často se jednalo o emigraci ekonomickou, kdy muži zasílali vydělané peníze domů rodinám. To způsobilo silnou společenskou nerovnováhu, kdy na 188 žen připadlo 100 mužů.
V roce 1919 byla francouzskou společností otevřena průmyslová těžba soli, která přinesla mnoho nových pracovních příležitostí. V roce 1923 byla na Kapverdách otevřena translanční stanice pro kabel vedoucí do Jižní Ameriky.
Američtí imigranti se nikdy nepřestávali zajímat o dění ve své domovině. V roce 1923 otevřeli na ostrově Fogo kancelář Kapverdské bratrské ligy, která měla usnadňovat komunikaci mezi Kapverdami a americkou diasporou.
Od roku 1928 vládl Portugalsku diktátor Salazar, to přineslo na kapverdské intelektuály malý, ale setrvalý tlak na vlastní autocenzuru a dříve hojně vydávané listy zajímající se o kapverdskou společnost začaly chřadnout.
V roce 1932 byl dle československého vzoru Júlio Bento de Olivierem založen Sokol, který brzy získal přes 2 000 členů a stal se významným centrem kapverdského nacionalismu.
Kapverdy 26. listopadu 1933 při svém přeletu do Ameriky navštívil aviatik Charles Lindbergh, který byl místními přijat s nadšením, nicméně do svého deníku si poznamenal „je to tu nudné.“
Velká ekonomická krize na Kapverdy dolehla obzvláště tíživě. Čtvrtého června 1934 ostrovy ovládly hladové bouře. Po vyrabování potravinových skladů celnice byl dav rozehnán střelbou. Vůdcové povstání byli odvlečeni na nucené práce do Angoly a na Svatý Tomáš a Princův ostrov. Tyto události, přinesly tuhou cenzuru a paradoxně nové obrození vlastenectví. Tradiční emigrační vlna do USA nemohla proběhnout, neboť USA se svou novou imigrační politikou toto nedovolovaly.
V roce 1936 byla na ostrově Tarrafal zřízena věznice pro politické odpůrce Salazarova režimu. S malou přestávkou v padesátých letech fungovala až do roku 1961. Zatímco v první polovině jejího fungování do ní byli zavírání zejména portugalští disidenti, v druhé polovině začali převažovat bojovníci za svobodu z portugalských kolonií. V této věznici byl i držen roku 1942 starosta kapverdské Praía de Santa Maria Monteinero de Macedo za to, že hlasitě kritizoval Portugalce, že nic nedělají proti častým hladomorům.
Plán učitele Juvenala Cabrala z roku 1940, který se zaobíral stavěním vodních nádrží a výsadbou stromů, což by mohlo zabránit dalšímu fatálnímu suchu a následnému hladomoru, zůstal bez odezvy portugalského vládního centra.
Druhá světová válka se Kapverdám se jen těsně vyhnula. Britové ve svých strategických plánech počítali s obsazením svých námořních základen na Gibraltaru, Maltě a Kypru mocnostmi Osy. Aby neztratili možnost operovat ve Středozemí a blízkém okolí, do svých plánů zavedli obsazení Kapverdských ostrovů. Operace Sacbut a Accordiun, později sjednocená pod operaci Schrapnel, chtěla ostrovy obsadit bez ohledu na postoje Portugalců. Winston Churchill dokonce už nařídil zahájení mobilizace mužů pro tuto akci. Příznivý vývoj Bitvy o Británii změnil priority Spojeného království a k invazi nakonec nedošlo.
Salazar se ale o plánech Britů dozvěděl a tak na ostrovy postupně dislokoval asi 6 500 vojáků.
Předposlední hladomor se na Kapverdách objevil v roce 1941 a pokračoval do roku 1943 a přinesl přes 20 000 obětí. Byl tradičně zapříčiněn suchem, ale kvůli válce i úpadkem světového obchodu a guvernérem nařízenou regulací cen potravin – ceny byly tak nízko, že se je obchodníkům nevyplatilo dovážet.
Špatná výživa způsobila u dislokovaného vojska rozvrat morálky, zvláště když nižší mužstvo vidělo, že důstojníci jí kvalitně a do syta. Koncem června 1942 vojáci při fotbalovém zápase začali kamenovat rozhodčího, když se ho důstojníci snažili chránit vlastním tělem, začali kamenovat i důstojníky. Obyvatelé se k nastalému chaosu rádi připojili a vášně utlumil až zákaz nočního vycházení a přísná bezpečnostní opatření.
Poslední hladomor proběhl v letech 1946–1948. Zemřelo asi 15 % populace, tj. asi 30 000 lidí. Portugalský tisk hladomor ignoroval. Hladem vyvolaná emigrační vlna směřovala do Evropy, USA a asi 20 000 lidí se nechalo najmout na plantáže Svatého Tomáše a Princova ostrova. Hlavní ostrov Santiago ztratil 65 % obyvatel.

## Poválečné období
V roce 1946 si stěžovala skupina pachtýřů na kruté zacházení statkáře, na jehož půdě pracovali. Nejenže nezískali žádné zastání, ale statkář ještě dva pachtýře zbil holí tak, že do druhého dne zemřeli. Tato událost ještě zhoršila už tak špatné veřejné mínění směrem k Portugalcům a statkářům.
Když vládu nad ostrovy získal v roce 1943 nový guvernér Alberto Garcia Alves Roçadas, zjistil, že místní společnost se nachází v katastrofálním stavu. Kdo mohl emigrovat, již tak učinil. Více Kapverďanů žilo v zahraničí než na ostrovech. Na ostrovech žilo 227 196 lidí, přitom jen americká diaspora čítala přes 300 000 jedinců.
Guvernér Roçadas byl původním povoláním lékař a díky své společenskosti a otevřenosti pronikl do hloubi ostrovů, které jej okouzlily. Měl rád plesy a kulturu vůbec, z jeho iniciativy začal vycházet Kapverdský věstník i rozhlasové vysílání, které obstarával Amílcal Cabral, později významná osobnost boje za nezávislost. Když rádio vysílalo, lidé se srocovali pod ampliony a nadšeně poslouchali. Kvůli přílišné kritice poměrů muselo být vysílání ani ne po roce zrušeno. Popularita vysílání byla ale příliš vysoká, proto bylo obnoveno s tím, že se Cabral bude držet zpátky, ten nejprve svůj slib dodržoval, ale pak zase sklouzl ke kritice portugalské vlády, takže vysílání bylo zakázáno naposledy a definitivně. Cabral následně odjel do Portugalska s přesvědčením, že tam musí nalézt spojence z ostatních kolonií, aby konečně rozvrátili portugalské impérium.
Roçadas byl roku 1953 odvolán, protože konzervativním silám Salazarova režimu se nelíbila jeho „lidovost“ a čilý společenský život. Zůstalo za ním obstojné dílo – nová obytná čtvrť, střední průmyslová škola, elektrifikace, zdravotní střediska, zpevněné silnice, podpora sportu a desetiletý plán obnovy ostrovů.
Následný guvernér, Silvéria Marquese, vládnoucí ostrovům mezi roky 1953 a 1961, v programu modernizace ostrovů pokračoval. Nechal postavit stovky kilometrů kvalitních silnic, přístavní areál a letiště. Kvalitní přístav se zúročil během Suezské krize, kdy dokázal dodávat projíždějícím lodím potřebný servis.
Amílcal Cabral 19. září 1956 založil v guinejském Bissau Africkou stranu nezávislosti (portugalská zkratka PAI), která si dala široký úkol osvobodit národy pod portugalskou nadvládou.
V roce 1959 Salazarova intervence a Marquesovy kvality zabránily na Kapverdských ostrovech tradičnímu hladomoru ze sucha, což značně zvýšilo kredit Portugalců a u obyvatelstva se objevily pochyby, zda samostatné Kapverdy dokážou hladomorům čelit
Válka za nezávislost Angoly vypuknuvši roku 1961 zvýšila ostražitost Salazarova režimu. Politická policie PIDE zřídila na Kapverdách svou pobočku a rovnou pozavírala 11 nacionalistů za snahu „oddělit Kapverdy od vlasti“, měsíc na to, za pomoci guvernéra Silvéria Marquese, byli propuštěni.

## Šedesátá léta 20. století
V letech 1960–63 prošlo modernizací letiště, které jako jedno z mála v celé Africe dokázalo přijímat velká dopravní letadla. Salazarův režim, cítící se ohrožený hroutícím se koloniálním panstvím, začal dělat hluboké reformy. Zatímco na Kapverdách si tím získal loajalitu, pro ostatní kolonie bylo příliš pozdě.
Cabral v roce 1963 rozpoutal v Portugalské Guineji válku. V senegalském Dakaru se nacházelo přes 11 organizací na osvobození Kapverdských ostrovů, na ostrovech samých byl ale klid. Ten byl zapříčiněn jak vhodnými reformami a rozvíjející se ekonomikou, tak také tím, že kapverdské přístavy a letiště sloužily jako transportní uzly pro portugalské vojáky mířící do kolonií.
Hlavními iniciátory boje za nezávislost proto byli hlavně marxističtí sympatizanti, vedení právě Cabralem. Když se jeden z nich, Pedro Pires, snažil naverbovat někoho z 40 000 Kapverďanů žijících v senegalském Dakaru, podařilo se mu sehnat jen 60 lidí. Když je vyzval, aby jej následovali do guinejského Konakry, odmítli s ním jít všichni.
Jediné centrum odporu proti Portugalcům na ostrově samém byli rabelados v severních okresech Santiaga. Jejich odpor nebyl ani tak politický, jako spíš náboženský – odmítali podobu rituálů, do jakých byli nuceni portugalskými kněžími, a uznávaly vlastní, svérázné starokřesťanské vedení mše. Protimalarická opatření, jako bylo vykuřování hmyzu a plošné aplikace DDT, zmateně pochopili jako boj proti jejich osobám. Následné nepokoje v roce 1963 byly potlačeny policií.
Cabralovi partyzáni se zatím v letech 1966–1967 na Kubě připravovali na vyloďovací operaci. Skupina Kapverďanů a Guinejců útočila na simulovanou obranu na kubánských březích. Salazar si byl vědom jistého rizika a Kapverdské ostrovy opevnil, čímž jakékoliv cvičení vylodění ztratilo smysl – Cabral neměl dost mužů a techniky, aby takovou obranu prolomil. Později se Cabral přesunul do Sovětského svazu, aby zde získal zejména materiální podporu na vylodění – avšak Sovětský svaz nechtěl mít s obsazením Kapverdských ostrovů nic společného.

## 70. léta a vyhlášení nezávislosti
Na začátku 70. let byly Kapverdské ostrovy dostatečně zabezpečeny proti periodickému suchu. Cílevědomé zemědělství užívající moderní postupy, smlouvy o rybolovu s USA a další podmořské kabely, mířící přes Kapverdské ostrovy do Jižní Ameriky zajistily jistou finanční stabilitu. Veškerá protiportugalská činnost se omezila jen na distribuci letáků mezi studenty. Guvernér Caetano realizoval svou vizi „sociálního státu“, která do společnosti přinášela určitou spokojenost. Vůdce partyzánů Cabral byl zaneprázdněn frakčními spory mezi svými bojovníky a byl 20. ledna 1973 zavražděn. Jeho smrt na Kapverdách nespustila žádné zvláštní pozdvižení. Nic nenasvědčovalo tomu, že Kapverdy budou jednoho dne samostatné.
Po Karafiátové revoluci v roce 1974 vyhlásila PAIGC (Partido Africano da Independência da Guiné e Cabo Verde, Africká strana pro nezávislost Guineje a Kapverd) nezávislost Guineje-Bissau a zároveň se prohlásila suverénem na Kapverdách, aniž by tam měla jakýkoliv vliv. Jejím cílem bylo sloučit Kapverdy a Guineu-Bissau v jeden stát. Na ostrovy PAIGC vyslala své agitátory, kteří rozdmýchávali nepokoje. Prvního května 1974 zaútočil dav na policisty a vojáky, kteří odpověděli střelbou. Výsledkem byl jeden mrtvý, dvacetiletý António Correira Fernandes, který se stal symbolem boje za nezávislost.
Záměr PAIGC vytvořit z Kapverd a Guineje-Bissau jeden stát se nesetkal s širokým přijetím a jako opozice vznikl Kapverdský demokratický svaz (UDC), který obvinil PAIGC z „tyranským metod“. Kapverďané se též neztotožnili s radikální nenávistí PAIGC vůči všemu portugalskému. Také kapverdskými přístavy začali proudit uprchlíci z kontinentální Afriky, kteří vyprávěli, jak to na územích ovládaných PAIGC vypadá, což mělo daleko od propagandy PAIGC. V Praie se začaly konat masové demonstrace proti PAIGC a proti sjednocení s Guineou Bissau. PAIGC však dosáhla velkého vítězství, když ji portugalská vláda uznala jako suveréna jak nad Guinejí-Bissau, tak nad Kapverdami. Od konce roku 1974 byly Kapverdy pod společnou správou Portugalska a PAIGC, přičemž Portugalci měli v plánu si zařídit pár svých posledních záležitostí a stáhnout se. Rok plný nepokojů ostrovy ekonomicky zdevastoval a znovu hrozil hladomor, který byl zažehnán jen s pomocí OSN.
V roce 1975 PAIGC upevňovala svou mocenskou pozici a dělala politické čistky, aby následné volby 12. května 1976 dopadly podle jejích představ. Byla povolena jen jedna kandidátka, na níž byli pouze členové PAIGC, a mnozí z nich ani nepocházeli z Kapverd. Po volbách byli všichni političtí vězni propuštěni, aby byli bezprostředně poté z ostrovů vyhnáni.
Nezávislost Kapverd byla oficiálně vyhlášena 5. července 1975. PAIGC si svou pozici posílila přísunem vlastní vojenských jednotek z afrického kontinentu, složených z bývalých partyzánů. Na stadionu Várzea v Praie byla stažena portugalská vlajka a naopak vztyčena vlajka nápadně podobná vlajce Guineji-Bissau. Zároveň tím skončily portugalské subvence a ostrovy se propadly do hlubokých hospodářských problémů. Země neměla k dispozici téměř žádnou hotovost a zároveň byla schopna si vypěstovat jen 20 % potřebných potravin. Vláda se tak stala závislou na rozvojové pomoci, zejména z USA, které si tím jistily, že Kapverdy nespadnou do sovětského bloku. Došlo zde k jistému paradoxu, protože PAIGC měla marxistický charakter a během partyzánských bojů na kontinentě spolupracovala s Kubou.
Absolvent práv David Hopffer Almada vybudoval soudnictví nezávislé na vládě, čímž zajistil alespoň trochu svobody a právních jistot v jinak jednou stranou ovládaném státě.
Naopak parlament byl složen jen z členů PAIGC a vyvolával u obyvatelstva silnou nedůvěru, zapříčiněnou i tím, že politici často neměli žádné vzdělání, byli dosazenými dělnickými „kádry“. Mnozí z nic své místo získaly za zásluhy v partyzánských bojích na africkém kontinentu, a nebyli tedy rodilými Kapverďany.
V březnu 1976 se kapverdská diaspora v USA setkala v New Yorku, kde demonstrací deklarovala svou nespokojenost s vládou jedné strany. To na ostrovech vyvolalo menší politickou čistku. PAIGC si ale uvědomila, že si tím vyrábí nepřátele a po pár hodinách je propustila.
Počátkem roku 1977 se skupina asi 20 lidí pokusila o státní převrat, byla ale neúspěšná a spustila proces s protivládní „spikleneckou sítí“.

## Od 80. let po 21. století
Dne 5. září 1980 byla „vůdčí pozice“ PAIGC včleněna do ústavy. V tomto roce proběhl také puč v Guineji Bissau, guinejská PAIGC byla svržena, čímž byla významně oslabena její mocenská základna. U vlády se udržela až do roku 1990, kdy ji hospodářské problémy donutily povolit i jiné, opoziční strany. Ve volbách zvítězilo Hnutí za demokracii.
Po roce 2000 se Kapverdy úspěšně zapojily do mezinárodního společenství a svou stabilitou a pomalým, ale stálým růstem ekonomiky se staly 4. státem v Africe, co se týče kvality života.[rozpor]